# 多囊狸藻
多囊狸藻（學名：Utricularia myriocista）为狸藻屬中型浮水生食虫植物。其种加词“myriocista”来源于希腊语“myrioi”和“kiste”，意为“无数”和“囊泡”，指其可产生大量的捕虫囊。多囊狸藻为南美洲的特有种，存在于阿根廷、玻利维亚、巴西、法属圭亚那、圭亚那、苏里南、特立尼达和委内瑞拉。

## 外部連結
- 食虫植物照片搜寻引擎中多囊狸藻的照片（页面存档备份，存于）

 维基共享资源上的相關多媒體資源：多囊狸藻
 維基物種上的相關：多囊狸藻